# Square Louis-XIII
Le square Louis-XIII est le plus grand square du 4e arrondissement de Paris.
Il fait l’objet d’un classement au titre des monuments historiques depuis le 26 octobre 1954.

## Situation et accès
Le square Louis-XIII occupe le centre de la place des Vosges et s'étend sur 12 706 m2. Il est bordé de rangées d'arbres, avec au centre quatre fontaines (alimentées par l'Ourcq) au milieu de pelouses et une statue équestre de Louis XIII conçues par Charles Dupaty et Jean-Pierre Cortot.
Ce site est desservi par la ligne 8 à la station Chemin Vert et par les lignes 1, 5 et 8 à la station Bastille.

## Origine du nom
Il porte le nom du roi de France Louis XIII (1601-1643). 

## Historique
Le premier jardin clos de grilles a été aménagé sur la place des Vosges — alors appelée place Royale — en 1682 autour de la statue équestre de Louis XIII qui date elle de 1639. Un siècle après, en 1783, ont été plantées des rangées de tilleuls.
Le jardin a été détruit sous la Révolution française. La statue équestre de Louis XIII, à l'origine en bronze, fut également détruite.
Au XIXe siècle, le square a été reconstitué, avec les quatre fontaines de Jean-Pierre Cortot et la nouvelle statue équestre de Louis XIII de Charles Dupaty et Jean-Pierre Cortot installée en 1825 (ou en 1829).
En 1976, le square a été remanié, les arbres ont notamment été remplacés par des tilleuls de Crimée en périphérie et des marronniers d'Inde au centre, autour de la statue équestre de Louis XIII.

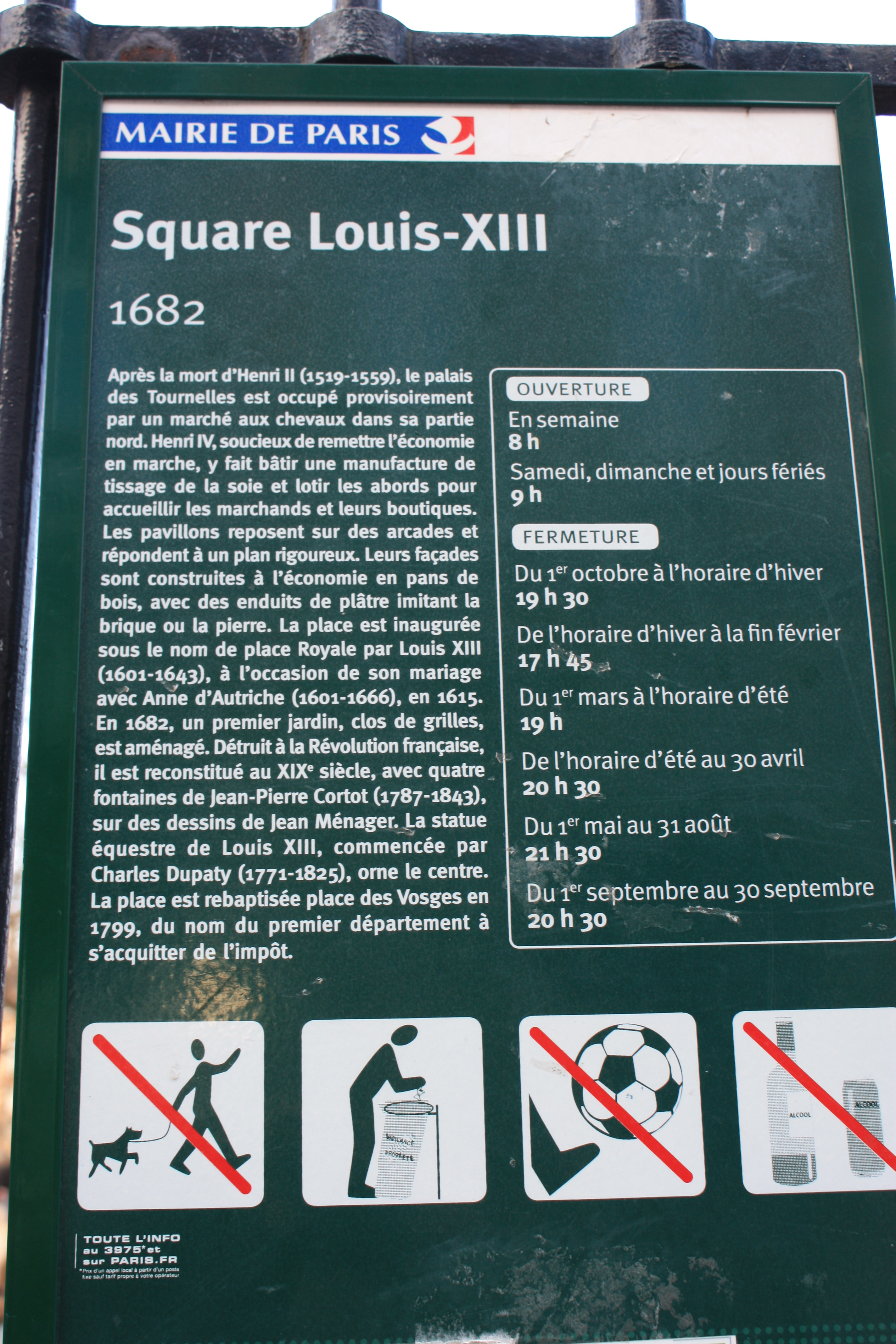
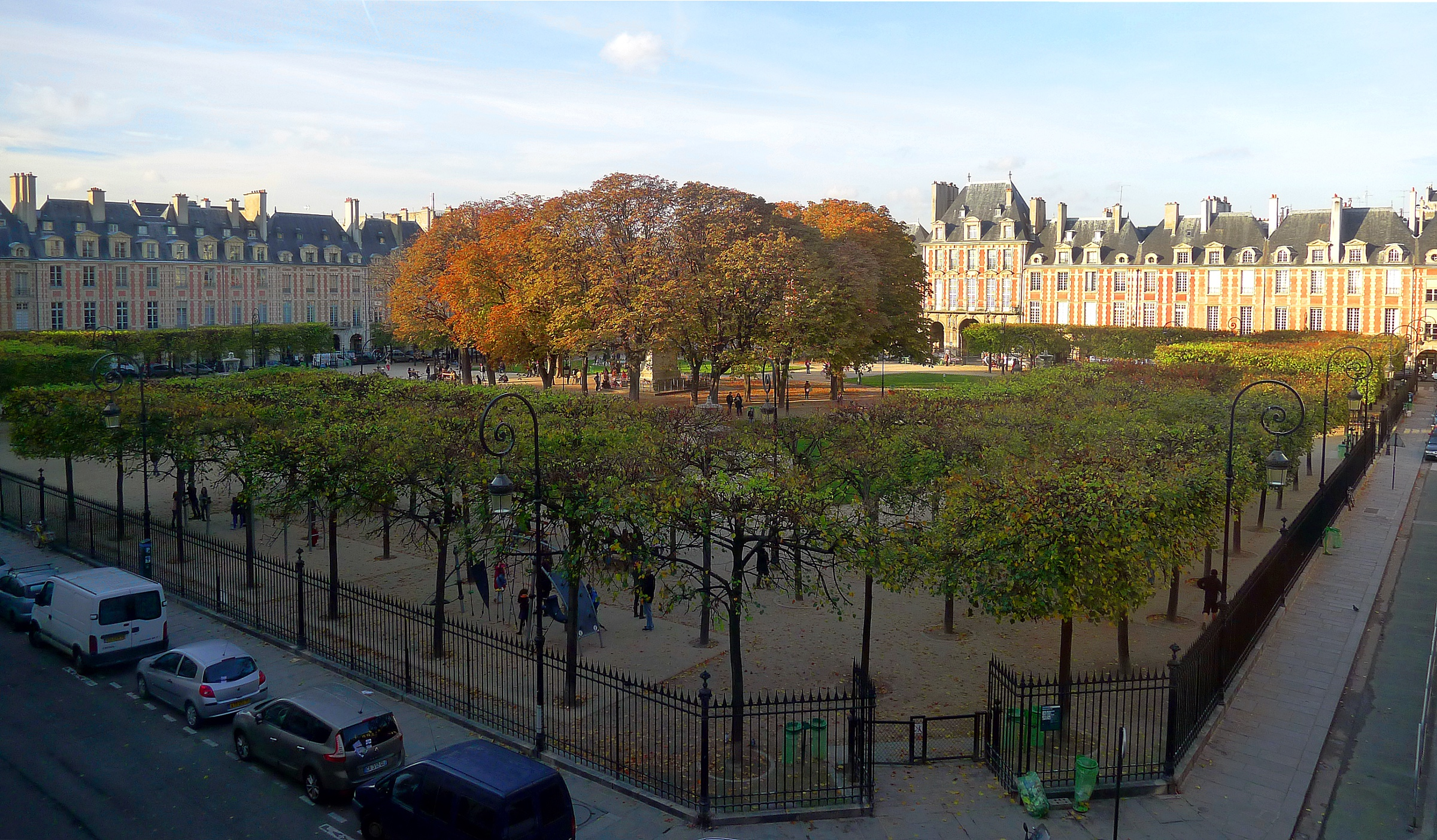
Vue générale du square Louis-XIII.
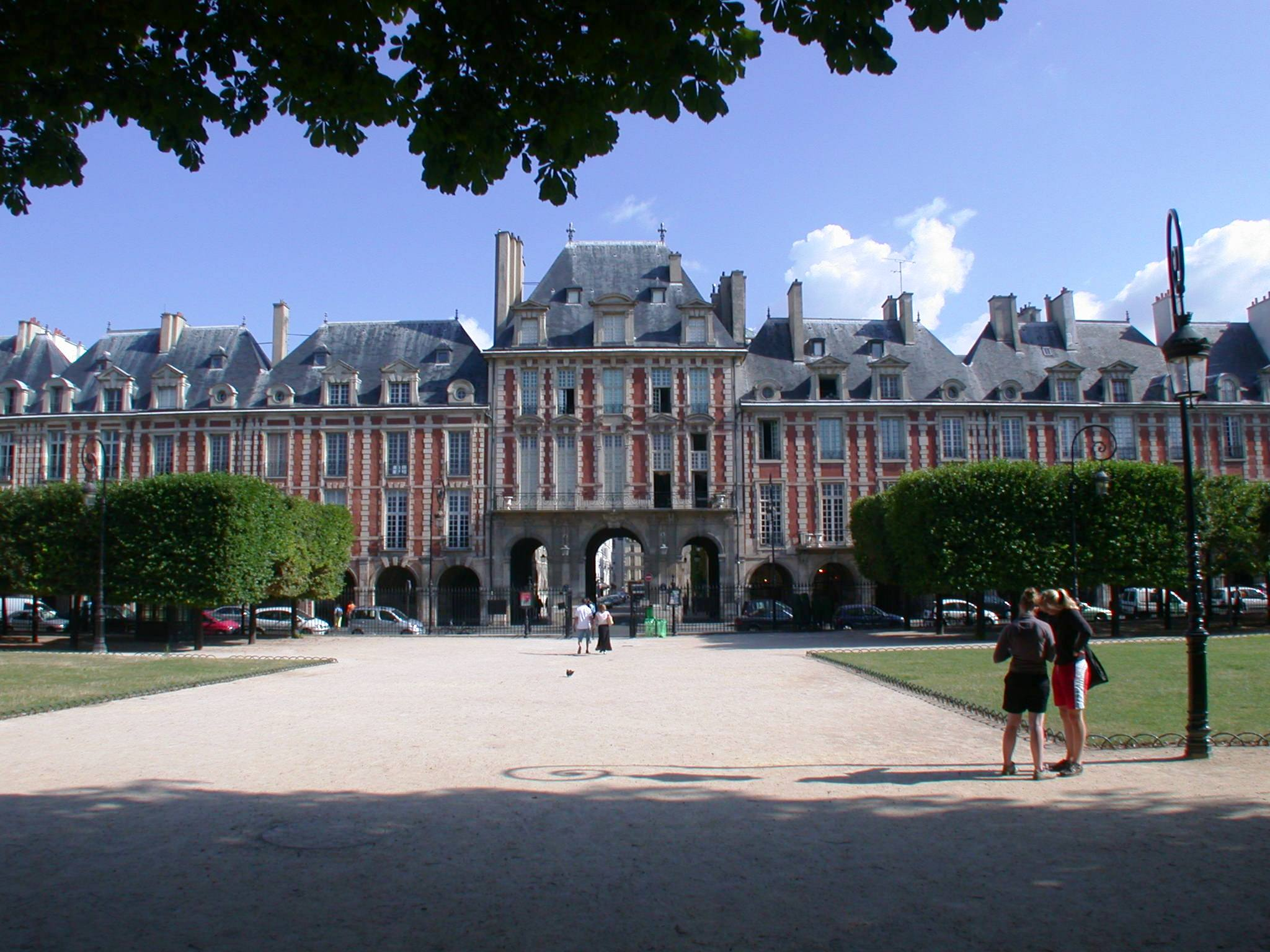
Entrée côté Pavillon du Roi.
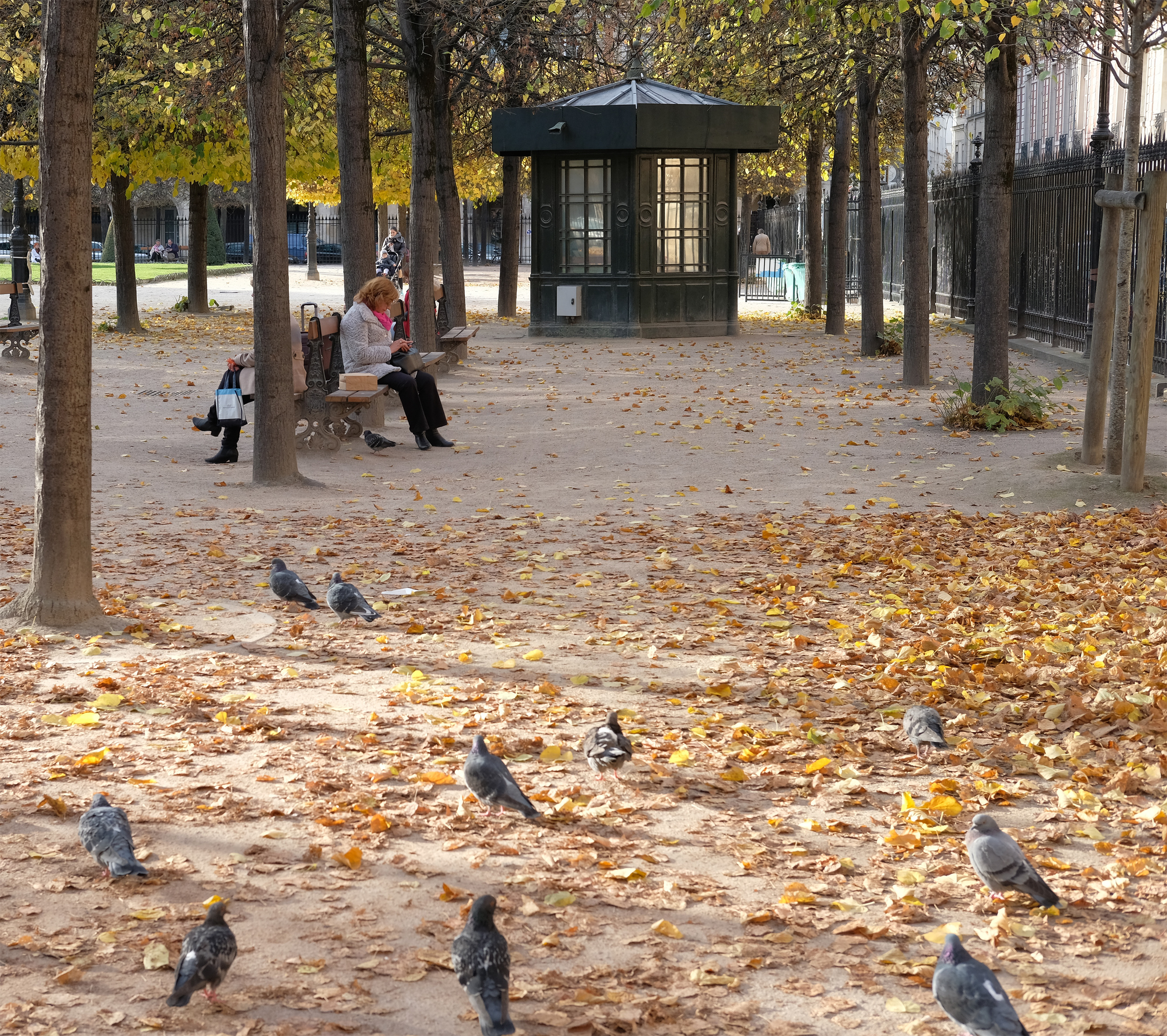
Vue du square.
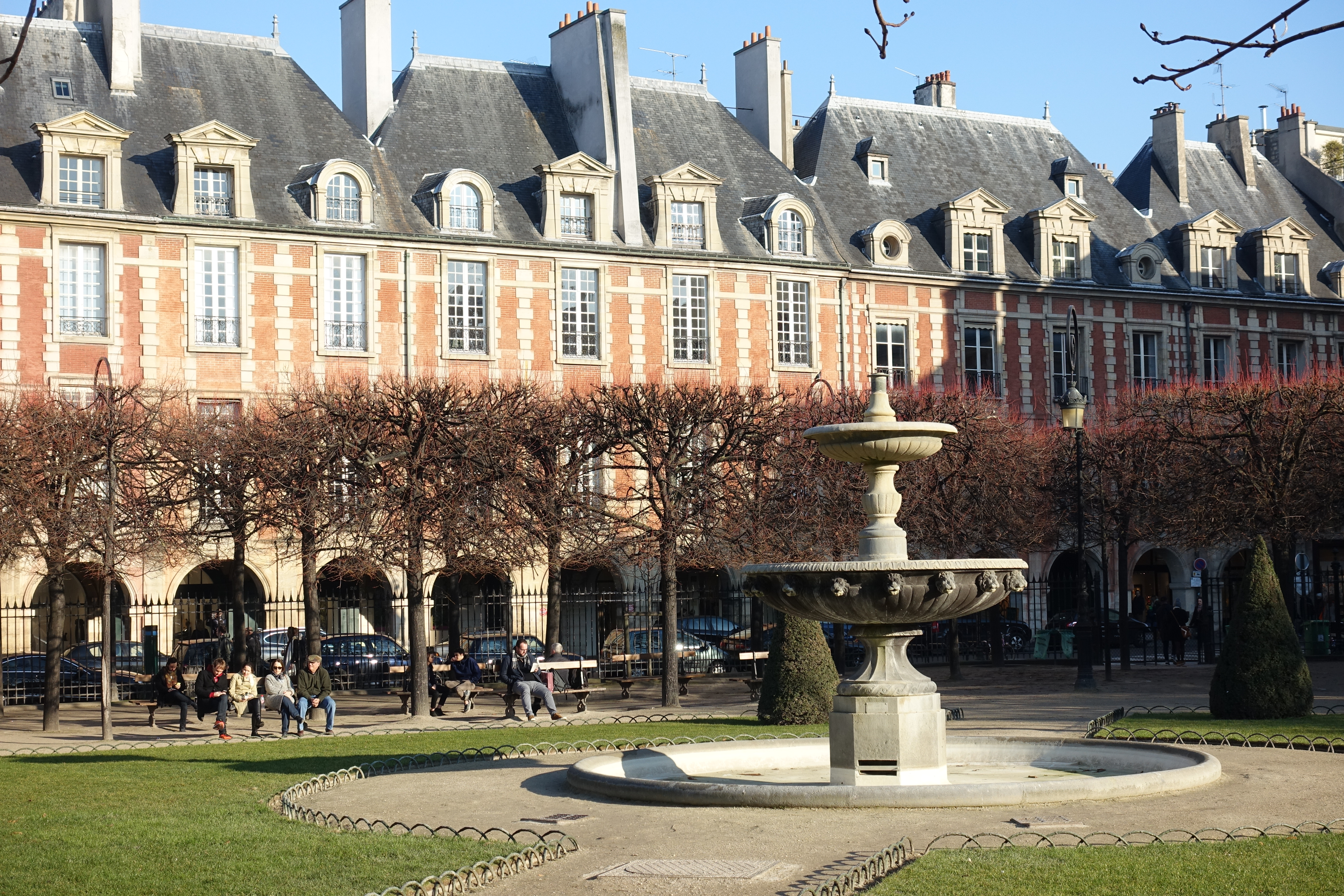
Fontaine du square (2016).
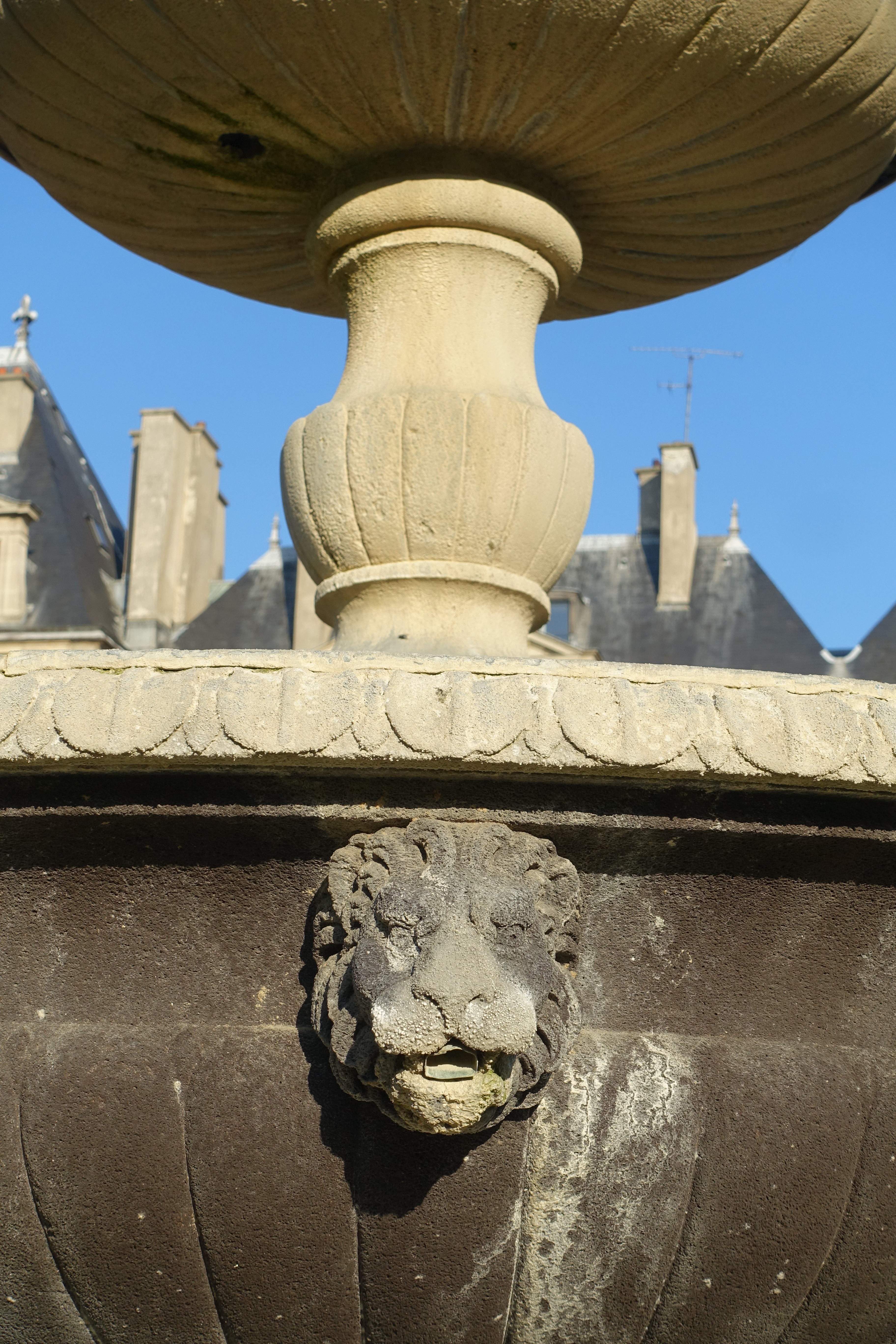
Détail d'une fontaine du square (2016).
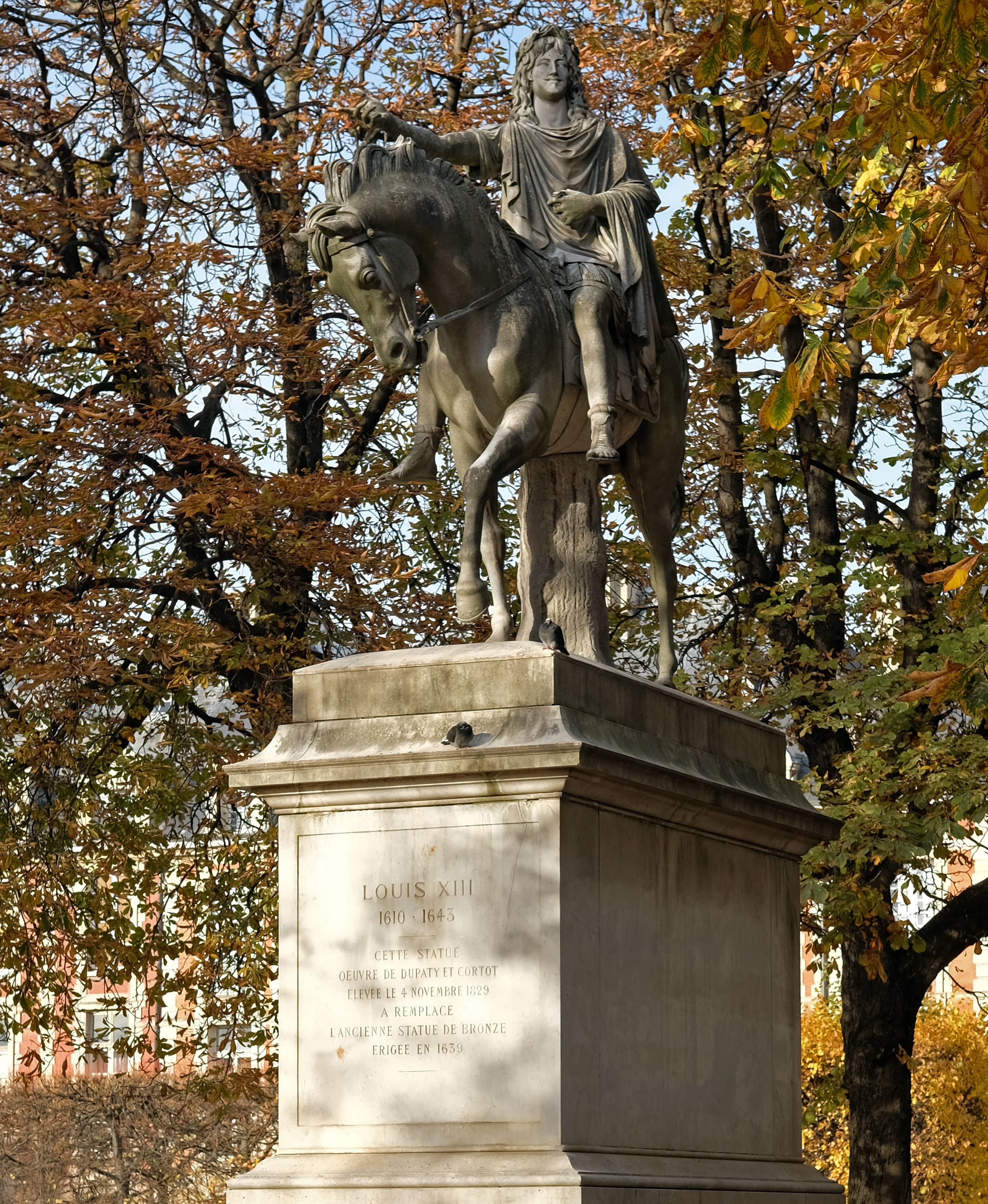
Statue de Louis XIII.